# Partido Democrático (Corea del Sur, 2011)
El Partido Democrático —conocido hasta 2013 como Partido Democrático Unido (en hangul, 민주통합당; en hanja, 民主統合黨; romanización revisada, Minjutonghapdang; McCune-Reischauer, Minjut'onghaptang)—  fue un partido político liberal de Corea del Sur, y la principal oposición en dicho país.
En octubre de 2011 el Partido Democrático que era la principal oposición en la Asamblea se unió con el Partido de Unidad Ciudadana. El Partido Democrático Unido tiene fuertes conexiones con la Federación de Sindicatos de Corea. La formación del partido se hizo antes de las elecciones de 2012, en las que buscaban derrotar al Gran Partido Nacional (Saenuri).

## Elecciones presidenciales
| Año  | Candidato   | Votos      | Porcentaje       | Resultado |
| ---- | ----------- | ---------- | ---------------- | --------- |
| 2012 | Moon Jae-in | 14.692.632 | \| \| 48.02 % \| | No electo |
|      | 48.02 %     |            |                  |           |

## Elecciones legislativas
| Año  | Votos     | Porcentaje       | Escaños | +/- | Estado    | Líder           |
| ---- | --------- | ---------------- | ------- | --- | --------- | --------------- |
| 2012 | 7.777.123 | \| \| 36.46 % \| | 127/300 | 46  | Oposición | Han Myeong-sook |
|      | 36.46 %   |                  |         |     |           |                 |